# Armageddon March Eternal (Symphonies of Slit Wrists)
Armageddon March Eternal (Symphonies of Slit Wrists) es el cuarto álbum de estudio de la banda sueca de death metal The Project Hate MCMXCIX lanzado el 5 de octubre de 2005. Fue producido por Lord K. Philipson. El álbum fue dedicado a la memoria de Mieszko Talarczyk (guitarrista y vocalista de Nasum y productor en varios álbumes de The Project Hate) quien perdió la vida en Tailandia a causa de un tsunami en el 2004.

## Lista de canciones
1. At the Entrance to Hell's Unholy Fire - 8:15
2. The Bleeding Eyes of a Breeding Whore - 9:33
3. I See Nothing But Flesh - 7:57
4. Resurrected for Massive Torture - 8:16
5. We Couldn't Be Further From the Truce - 8:26
6. Godslaughtering Murder Machine - 8:43
7. Symphony of the Decieved - 8:46
8. Loveless, Godless, Flawless - 5:46

## Integrantes
- Lord K. Philipson - guitarra, programación
- Jörgen Sandström - voz
- Jonna Enckell - voz
- Peter S. Freed - guitarra
- Michael Håkansson - bajo

Vocalistas invitados
- Gustaf Jorde (Defleshed)
- Jonas Granvik (Without Grief, Dead End World)
- Morten Hansen (ACQ)
- Linus Ekström (Into Desolation, Pandemonic)
- Peter Andersson
- Anders Eriksson (Hydra)
- Lalle Levin
- Tobbe Sillman (Vicious Art)
- Jocke Widfeldt (Vicious Art)
- Matti Mäkelä (Vicious Art)
- Insulter of Jesus Christ! (Damnation)
- Jonas Torndal (Grave)
- Anders Schultz (Unleashed)
- Björn Åkesson (Celtic Frostflakes)